# 해남 송천리 미륵불
해남 송천리 미륵불은 대한민국 전라남도 해남군 산이면 송천리에 있는 미륵불이다. 2003년 11월 24일 해남군의 향토문화유산 제11호로 지정되었다.

## 개요
산이면에 위치한 송천리 미륵불은 산이면으로 가는 도로상의 마을입구 속칭 ‘미륵등’이라는 곳에 세워져있다. 현재 미륵불은 미륵사와 함께 있는데 미륵사는 대웅전 1동과 요사채 2동으로 꾸며져있는 사찰이다. 미륵불은 자연석 바위에 음각한 좌불형상이며 현재 미륵불의 얼굴과 상체부분은 마모되고 파손되어 정확한 형태를 파악하기 어렵다. 다만 가슴 부분과 무릎 그리고 수인은 선명하게 남아있다. 미륵불의 높이는 2.5m, 폭 2m의 좌상의 음각한 형태이다. 관련설화 : 이 미륵불은 영암군 미암면에 소재한 미륵불과 마주보고 있는데 이 미륵불과 마주보면 마을에 좋지 않은 병이 옮기기 때문에 마을 앞 구릉에 소나무를 심었다는 이야기도 전한다.